# Banditisme social

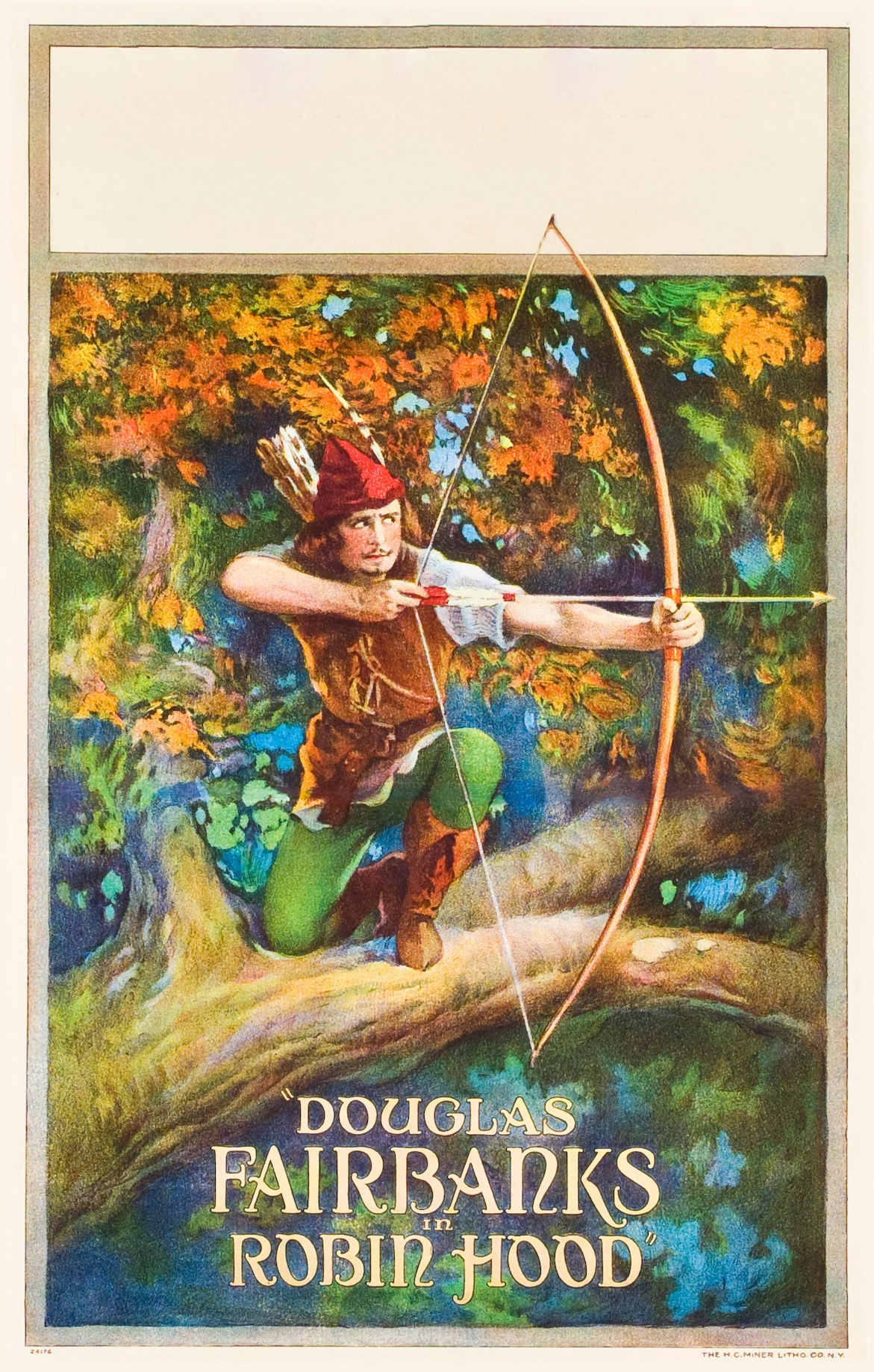
Robin des bois, dont la légende est l'archétype du bandit social en incarnant la justice redistributive.

Le banditisme social ou crime social est un terme inventé par l'historien marxiste britannique Eric Hobsbawm, dans son ouvrage Primitive Rebels publié en 1959, une étude des formes populaires de résistance qui intègrent également un comportement qualifié d'illégal par la loi. Hobsbawn a approfondi son étude dans son livre Bandits en 1969. Le banditisme social est un phénomène qui s'est produit dans de nombreuses sociétés à travers l'histoire, et dont certaines formes existent toujours, que l'on retrouve dans la piraterie et le crime organisé. Des historiens, des anthropologues et des sociologues ont plus tard débattu de l'application de ce concept à des formes plus modernes de criminalité, comme les gangs de rue et les économies souterraines dépendant du trafic de drogue.
Peter Webb, historien  spécialiste de littérature arabe médiévale est revenu sur la définition du banditisme social dans sa traduction et ses commentaires de l'œuvre d'al-Maqrīzī. D'après l'historien, le bandit social s'opposerait au simple criminel puisqu'il fédère autour de lui la sympathie et qu'il représente un personnage apprécié par le peuple. Le bandit adulé par la foule serait ainsi défini comme un voleur noble en confrontation avec le criminel qui n'agit pas dans l'optique d'apporter une justice sociale.

## Les thèses d'Hobsbawn
La thèse clé de Hobsbawm est que les hors-la-loi étaient des individus qui vivaient en marge des sociétés rurales en volant et pillant, qui sont souvent perçus par les gens ordinaires comme des héros ou des porte-étendards de la résistance populaire. Il a décrit cela comme une forme de « mouvement social préhistorique », par contraste avec le mouvement ouvrier organisé. Le livre de Hobsbawn évoque le bandit en tant que symbole. Il se réfère à de nombreux bandits, tels que Ned Kelly, Dick Turpin, Billy le Kid et Carmine Crocco, ainsi qu'aux cangaçeiros et aux haïdouks. Dans Bandits, Hobsbawm écrit:

« Ce qu’il faut bien voir à propos du bandit social, c’est que c’est un paysan hors-la-loi que le seigneur et l’État considèrent comme un criminel, mais qui demeure à l’intérieur de la société paysanne, laquelle voit en lui un héros, un champion, un vengeur, un justicier, peut-être même un libérateur et, en tout cas, un homme qu’il convient d’admirer, d’aider et de soutenir. (…) Ce sont ces liens entre le paysan ordinaire et le rebelle, hors-la-loi et brigand, qui constituent l’intérêt et la signification du banditisme social. Ce sont eux également qui le distinguent de deux autres formes d’activité criminelle perpétrée en milieu rural, celle des gangs recrutés parmi les professionnels du crime ou des voleurs ordinaires. (…) Dans les deux cas, la victime et l’agresseur sont des ennemis qui ne se connaissent pas. Il ne viendrait pas à l’idée d’un bandit social de voler la récolte des paysans. (…) Il va de soi que, dans la pratique, ces distinctions sont souvent moins nettes. Le même homme peut être un bandit social dans ses montagnes natales et un simple brigand dans la plaine. »

## Critiques
Des historiens et des anthropologues comme Ioannis Koliopoulos de l'université de Thessalonique, et Paul Sant Cassia de l'université de Malte, ont critiqué la théorie du banditisme social, en insistant sur le recours fréquent à des armatoles (milices grecques) recrutés parmi les bandits par les autorités ottomanes pour réprimer les révoltes paysannes. Sant Cassia a observé que les histoires des bandits méditerranéens « sont souvent romancées après coup à travers une rhétorique nationaliste et des textes qui circulent et ont leur vie propre, qui leur donnent une permanence et une influence qui transcende leur nature locale et éphémère. » Pour Hobsbawm, l'aspect romantique des récits sur les hors-la-loi, est politique plutôt que nationaliste, c'est ainsi que la figure ambiguë du bandit subsiste. Selon Peter Webb, Hobsbawm ne prend pas assez de recul vis-à-vis de ses sources :   
"Les récits de bandits peuvent avoir pour origine les noms de personnes réelles, mais leur développement ultérieur implique l'expansion, le remaniement et souvent le remplacement complet des événements réels par des représentations idéalisées ou de purs élans d'imagination. Les hors-la-loi dont nous lisons les récits peuvent avoir des noms de personnes réelles, mais leurs actions reflètent souvent les aspirations des générations suivantes qui ont raconté les histoires et les ont projetées dans le passé". 
D'après cette citation, il serait plus judicieux d' employer le terme  "héros hors-la-loi" car le terme semble plus nuancé et traduit un recul historique à l'égard de récits qui ont probablement une réalité à transmettre. Ainsi, les historiens ou chercheurs en sciences sociales doivent manipuler les récits évoquant la criminalité sociale en se méfiant de l'attrait pour la fiction qui ternit l'authenticité des faits.